# Sternenkrone

Sternenkrone

Als Sternenkrone (astral crown) wird in der Heraldik eine Helmkrone nach ihren Details auf dem Stirnreif bezeichnet. Sie besteht aus einem Stirnreifen, auf dem vier sechszackige Sterne befestigt sind. Zwischen diesen sind vier Paare offene Flügel gesetzt. Sichtbar sind nur drei Sterne und zwei Paar Flügel. Ihre Verwendung ist ähnlich der Schiffskrone besonders in der englischen Heraldik und wird vorrangig in Gold ausgeführt.